# 勒鲁日新堡
勒鲁日新堡（法語：Châteauneuf-le-Rouge，法語發音：[ʃatonœf lə ʁuʒ]）是法国普罗旺斯-阿尔卑斯-蓝色海岸大区罗讷河口省的一个市镇，属于普罗旺斯地区艾克斯区。

## 地理
勒鲁日新堡（43°29'23"N, 5°34'11"E）面积13.15 平方千米，位于法国普罗旺斯-阿尔卑斯-蓝色海岸大区罗讷河口省，该省份为法国东南部沿海省份，北起沃克吕兹省，西接加尔省，南濒地中海，东临瓦尔省。
与勒鲁日新堡接壤的市镇（或旧市镇、城区）包括：博尔克伊、菲沃、梅勒伊、鲁塞、拜翁河畔圣昂托南。

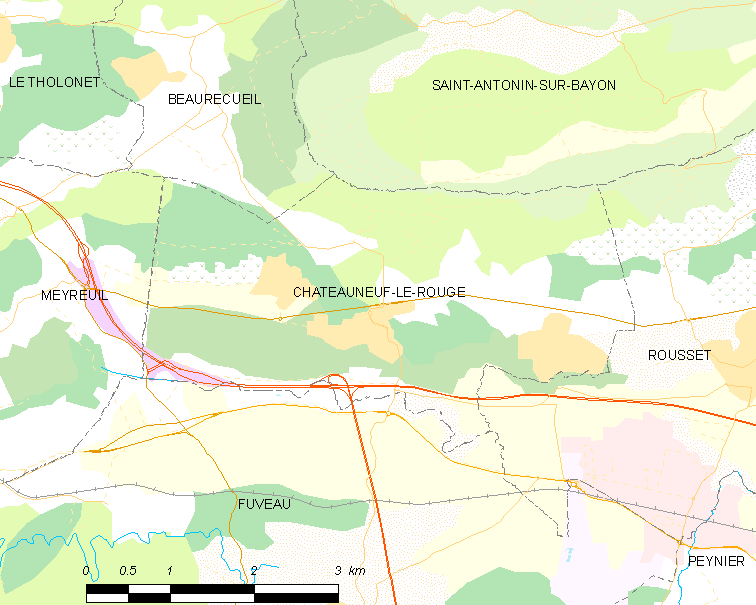
勒鲁日新堡的OSM定位图

勒鲁日新堡的时区为UTC+01:00、UTC+02:00（夏令时）。

## 行政
勒鲁日新堡的邮政编码为13790，INSEE市镇编码为13025。

## 政治
勒鲁日新堡所属的省级选区为特雷茨县。

## 人口

1962-2008年间勒鲁日新堡人口变化图示

勒鲁日新堡于2022年1月1日时的人口数量为2331人。